# Melania Chrzanowska-Jastrzębska

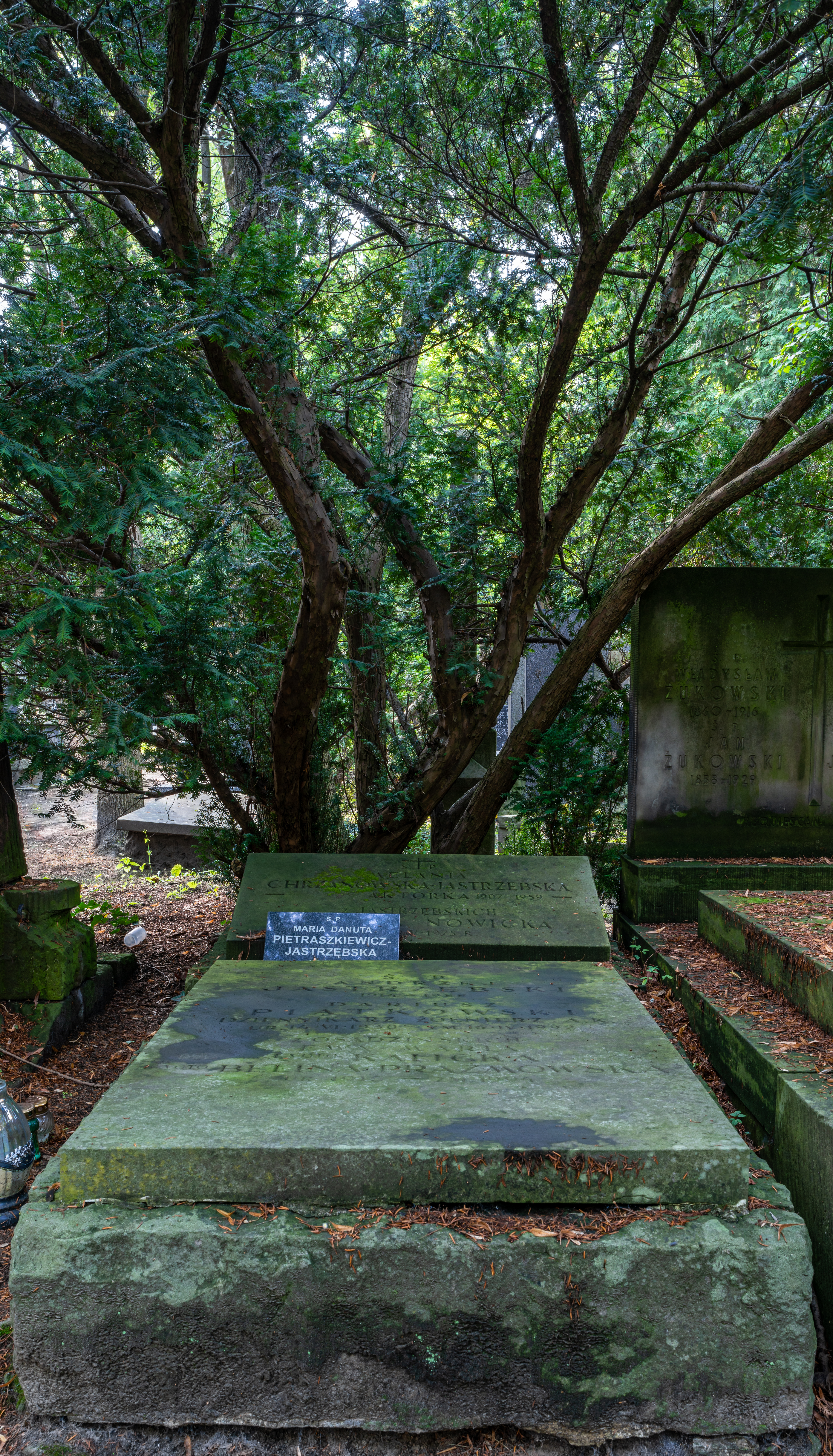
Grób Melanii Chrzanowskiej-Jastrzębskiej na cmentarzu Powązkowskim w Warszawie

Melania Chrzanowska-Jastrzębska (ur. 6 maja 1907 w Warszawie, zm. 10 lutego 1959 tamże) – polska aktorka teatralna.

## Życiorys
Córka Władysława i Stanisławy Chrzanowskich, osierocona w dzieciństwie została wychowana przez Marię Przybyłko-Potocką. Od 1935 studiowała w Państwowym Instytucie Sztuki Teatralnej, po ukończeniu nauki debiutowała w sezonie 1938/1939 w Teatrze Miejskim w Częstochowie. Latem otrzymała angaż w warszawskim Teatrze Polskim, ale wybuch wojny przekreślił plany zawodowe.
Podczas II wojny światowej występowała w przedstawieniach i koncertach konspiracyjnych.
Od 1946 była związana ze sceną Teatru Polskiego, w sezonie 1958/1959 występowała w Teatrze Ateneum. Współpracowała z Teatrem Polskiego Radia (1949–1958), wystąpiła również w spektaklach Teatru Telewizji (1958).
Zmarła w Warszawie, pochowana na cmentarzu Powązkowskim (kwatera 190-1-29).

## Ordery i odznaczenia
- Srebrny Krzyż Zasługi (11 lipca 1955)[2]
- Medal 10-lecia Polski Ludowej (19 stycznia 1955)[3]